# Newtown United FC
El Newtown United Football Club es un equipo de fútbol de San Cristóbal y Nieves que participa en la SKNFA Superliga, el torneo de fútbol más importante del país.
Fue fundado al este de la capital Basseterre en 1962 como Zip Side Football Team.

## Palmarés
- SKNFA Superliga: 16

1981, 1984, 1987, 1988, 1989, 1992, 1993, 1995, 1996, 1997, 1998, 2003-04, 2006-07, 2007-08, 2009-10, 2011-12
- Copa Nacional de San Cristóbal y Nieves: 1

2007
- Torneo de Clubes Campeones Leeward Islands: 3

1987, 1988, 1989
Entre 1987 y 1989 ganó 3 campeonatos consecutivos sin perder un juego.

## Participación en competiciones de la CONCACAF
- Champions' Cup: 1 aparición

1994 - Tercera Ronda (Caribe) - Eliminado por  US Robert  4 - 0 en el marcador global (ronda 4 de 7)
- Campeonato de Clubes de la CFU: 1 aparición

2011 - Primera Ronda - Eliminado por  Caledonia AIA 6 - 0 en el marcador global